# Markku Hyvärinen
Markku Hyvärinen (né le 11 avril 1943 à Kuopio en Finlande) est un joueur international et entraîneur de football finlandais, qui évoluait au poste d'attaquant.
Il est connu pour avoir fini meilleur buteur du championnat de Finlande lors de la saison 1966 avec 16 buts.